# 資訊組織
資訊組織（organization of information）是組織任何資訊記錄（recorded information）或資訊物件（information objects），為其建立替代性紀錄，如文字或符號，以助使用者能夠查詢、檢索、辨識、取得資料。泰勒（Taylor,1999）認為「資訊組織」是指人類所有資訊紀錄的組織。資訊紀錄可以以文字或非文字（例如各種的書籍、影像資料、聲音資料、圖像資料或是各樣的網路資源及不同的資訊物件）形式呈现。好的資訊組織能夠提供使用者及時、精確並且具相關性的書目資訊。而處理資訊組織的機構除了圖書館之外，還包括博物館、美術館、檔案館及網際網路社群等等。
傳統上，在課堂名稱中，資訊組織被稱為圖書分類編目，但是圖書分類編目較偏向的是圖書館館藏目錄的編製，沒有資訊組織的範圍大。資訊組織包括種種的資訊檢索工具的製作與研發，也就是說，除了傳統的圖書館目錄之外，還包含了索引、書目、電子化的書目資料庫及檔案查詢輔助（finding aids）等等。而近年來，在美國圖書館的系所中，開始開設了名為「知識組織」的課程。這項課程著重在學科的內容，也就是對分類、索引典及標題表等主題分析的相關研究，也有系所準備將課程內容擴及敘述編目，特別是詮釋資料（metadata）的方面。